# Heavy Gear
Heavy Gear est un jeu de rôle et un jeu de société stratégique publié pour la première fois en 1994 par la maison d'édition québécoise (Canada) Dream Pod 9. L'univers décrit dans les publications de Dream Pod 9 a aussi fait l'objet d'une adaptation en jeu vidéo pour PC en 1997 par Activision après que cette dernière eut perdu les droits de l'univers de Battletech/Technoguerriers. Comme pour Battletech, l'univers de Heavy Gear est, comme son nom l'indique, connu pour la présence de "mecha" (appelé Gears), une sorte d'infanterie mécanisée à mi-chemin entre les armures de combats futuristes et les tanks.
L'univers de Heavy Gear est généralement reconnu pour être extrêmement détaillé et pour la richesse et la cohérence de l'historique développé à travers les différents suppléments.
Le système de jeu utilisé par Heavy Gear est le même que celui utilisé par les autres gammes de Dream Pod 9, soit le système "Silhouette", utilisant seulement des dés à six faces.
En 2005, Heavy Gear en était rendu à sa troisième édition.
En 2023, une campagne Kickstarter réussie permet la préparation du lancement d'une quatrième édition. Cette dernière est rendue disponible le 9 mai 2024 en versions imprimées et ebook.

## L'univers
L'action de Heavy Gear se déroule sur une lointaine planète aride nommée Terra Nova approximativement 4 000 années terrestres après notre ère (précisément, en 6132 AD). Terra Nova, à l'apogée du United Earth Government (le "Gouvernement Terrestre Uni"), en était le joyau. Cependant, après une sévère dépression économique, la Terre abandonna à elles-mêmes toutes ses anciennes colonies, et une période noire s'ensuivit. Finalement, des Cités-États se formeront et s'allieront entre elles pour former des Ligues. Ces ligues, par des traités ou par la coercition s'unieront pour former les superpuissances qui dominent les hémisphères septentrionaux et méridionaux de la planète.
Ces puissances sont les Confederated Northern City-States (CNCS, "Les Cités-États Confédérées du Nord) et les Allied Southern Territories (AST, "Les Territoires Alliés du Sud"). En 6132, soit en 1936 de la datation locale à partir de la fondation de Terra Nova, les deux superpuissances reprennent des forces depuis la guerre d'Alliance et font montre d'une grande peur et animosité l'une envers l'autre. Les Cités-États de la région équatoriale (les Badlands) tentent simplement de survivre dans le feu croisé.
Et des indices de plus en plus persistants montrent que le gouvernement fasciste de la Terre semble vouloir reprendre possession de ses anciens territoires satellites, sans demander la permission à ses habitants...

## Produits dérivés

### Jeux vidéo
- Heavy Gear (1997)
- Heavy Gear II (1999)

### Télévision
- Heavy Gear: The Animated Series (2001-2003)